# Harold Arthur Prichard
Harold Arthur Prichard (ur. 1871 w Londynie, zm. 1947) – angielski filozof, rozwinął etyczny intuicjonizm zapoczątkowany przez G. E. Moore'a. Jego idee w zasadniczy sposób wpłynęły też na Williama Davida Rossa, stając się źródłem jego etyki obowiązków prima facie.